# Minutouno.com
MinutoUno.com o Minuto Uno también conocido como M1 es un portal de Internet argentino orientado a la publicación de noticias; incluye información de Espectáculos, Deportes, Tecnología entre otros. Fue fundado en octubre de 2006 por Carlos Miguens y Samuel "Chiche" Gelblung, y dirigido por este último hasta 2011 cuando lo vendió al Grupo Indalo. Sin embargo, Gelblung registró la marca el 21 de septiembre de 2006, e inició el trámite para transferir la marca de su propiedad a la de Desarrollos Electrónicos Informáticos S.A., el 27 de agosto de 2007 Según Alexa, es el 41.er sitio más visitado en Argentina. Es uno de los diarios en línea más visitados de Argentina.
Tiene medios hermanos digitales como ratingcero.com, además del medio chubutense El Patagónico y Diario Registrado, pero ninguno de estos tienen algún tipo de acceso desde la página, solamente suben algunas noticias del portal.
En tanto las radios Radio 10, Pop Radio 101.5, Mega 98.3 y Radio One 103.7 poseen su servicio de streaming alineado con la página. En tanto por su parte, C5N y Vale 97.5 pertenecen al grupo, pero no tienen un acceso directo desde la página.

## Conflicto con empleados
En 2008, cuando estaba en manos de Gelblung, el medio había despedido a doce empleados en respuesta a un reclamo salarial. Sin embargo, el Ministerio de Trabajo dictó la conciliación obligatoria y la empresa se vio obligada a reincorporarlos.

## Programa de Televisión (2014-presente)
Desde agosto de 2014, el canal C5N emite el programa Minuto Uno, haciendo referencia a la citada página web. El programa es conducido por Gustavo Sylvestre, junto a panelistas como Juan Amorin, Irina Hauser, David Cufré y Pedro Brieger. Desde 2019, es considerado el programa más visto de las señales de cable de Argentina.